# SN 1987A
SN 1987A すなわち1987年超新星A は、大マゼラン雲内に発見された超新星である。初めて観測されたのが1987年2月23日であり、これが同年最初に観測された超新星であることから 1987A という符号が付けられている。「SN」は「超新星」を意味する "supernova" の略である。地球からは16.4万光年離れている。23日午前10時30分（UT）に撮影された大マゼラン雲の写真に写っており、可視光で捉えられたのはこれが最初とされる。超新星発見の報告が最初になされたのは24日のことである。超新星の明るさは5月にピークを迎え、視等級にして最大3等級となったあと、数ヵ月かけて徐々に減光した。肉眼で観測された超新星としては1604年に観測されたSN 1604（ケプラーの超新星）以来383年ぶりであり、現代の天文学者にとっては初めて超新星を間近に観察する機会となった。
日本では陽子崩壊の観測のために建設されたカミオカンデがこのニュートリノを捉えており、精密な観測を行うことができた成果により建設を主導した東京大学名誉教授の小柴昌俊が2002年にノーベル物理学賞を受賞している。
SN 1987A の超新星爆発を起こした恒星はサンデュリーク-69° 202という質量が太陽の20倍ほどの青色超巨星であることが分かっている。また爆発後には超新星残骸として三重リング構造を持つ星雲状の天体が観測されている。この三重リングは過去に放出されたガスに光が反射して見えたものと考えられている。
2024年2月23日、超新星残骸の中心部に中性子星が存在することを、ジェイムズ・ウェッブ宇宙望遠鏡によって確認された。

## 観測されたニュートリノの放出
地球に SN 1987A からの可視光が届くおよそ 2 - 3 時間前に、ニュートリノのバーストが3箇所の別々に離れた場所のニュートリノ検出器で観測された。これは星の中心核の崩壊と同時に起きたニュートリノの放出によるもので、可視光の放出に先行して起きる現象である。可視光の伝搬は崩壊の衝撃波が星の表面に達した後にのみ起きる遅いプロセスである。
1987年2月23日午前7時35分(UCT)、まず日本のカミオカンデが 11 個、アメリカのIMBが 8 個、ロシアのBaksanが 5 個の反ニュートリノを、少なくとも 13 秒間続いたバースト中から検出した。その約3時間前、CERN のモンブラン観測所にある液体シンチレーターに 5 個のバーストが観測されていたが、SN 1987A とは無関係とされている。
実際に観測されたニュートリノは 24 個に過ぎなかったが、これはそれまでに観測された大気や太陽を起源としたバックグラウンドレベルからは大幅に増加した。これは超新星爆発からのニュートリノ放射を直接観測として知られる初めての事例である。ニュートリノ天文学の幕を開けた業績でもある。宇宙から飛来するニュートリノの観測例としては太陽ニュートリノの観測が1960年代から行われていたが、ニュートリノの飛来した方向、時刻、エネルギー分布が詳細に分析されたのはこの観測が初めてである。
観測結果は崩壊のエネルギーの 99% がニュートリノとして放出されるという理論的な超新星爆発モデルと矛盾がなかった。モデルから見積もられたニュートリノの総数は 1058 個で、全エネルギーは 10×1046 J にも及び、これも結果と一致した。
ニュートリノの観測はフレーバーの数や他の特性とともにニュートリノの質量と電荷に上限を与えた。例えば、電子ニュートリノの静止質量は 5% 以内の誤差で最大 16 eV であり、これは電子の質量の 30 万分の 1 である。観測データはニュートリノのフレーバー数が最大で 8 であることも示したが、他の実験や観測結果はより厳密に見積もられている。実験結果は、太陽ニュートリノや大気ニュートリノなど人工ニュートリノでの実験と同様に多くの慎重なニュートリノの厳密な確認により強化されている。
爆発によって生じたエネルギー量は、太陽が45億年かけて放出してきた全エネルギーの1000倍の量を僅か10秒で放出したものと推定される。